# 首里城
首里城（琉球語：／ ）是位於琉球群島的沖繩島內南部，那霸市以东的一座琉球式城堡，建造於13世紀末至14世紀之間，从15世纪至19世纪是琉球国都城和王宫所在地，至今有500多年的歷史，2000年由聯合國列為世界遺產。2019年發生第五次大火，預計2026年修復完成。

## 历史

### 起始
首里城确切创建年代尚未可考。根据近年考古发掘推定，在三山时代（11世纪 - 14世纪），首里曾是中山王国（首里按司）都城所在地。1426年首里按司尚巴志统一三山、建立琉球国后，以首里城成为王城。第二尚氏王朝亦以此为都城，国王尚真曾对首里城加以扩建。此后450余年间，首里城一直是琉球的都城所在，也是琉球政治、经济、文化和对外贸易的中心。据史书记载，首里城曾数度被焚毁和重建（1453年、1660年、1709年），近代又有1945年、2019年兩次受難的紀錄。
1453年，第一尚氏王朝国王尚金福死后，王子志鲁与王弟布里为争夺王位发生内讧，首里城内建筑完全烧毁，為首里城第一次毀壞，1456年完成重建。
1609年（明萬曆三十七年、日本慶長十四年），萨摩藩發起球日戰爭，首里城内文物珍宝曾遭劫掠。
1660年，首里城发生火灾，為首里城第二次毀壞，重建用了11年的时间。
1709年，首里城的正殿、南殿、北殿被烧毁，為首里城第三次毀壞，其后由于财力窘迫，直至1712年萨摩藩赠送19,525根原木后才得以修复。
1879年日本吞并琉球后，曾一度将首里城改为熊本镇台冲绳分遣队的兵营。

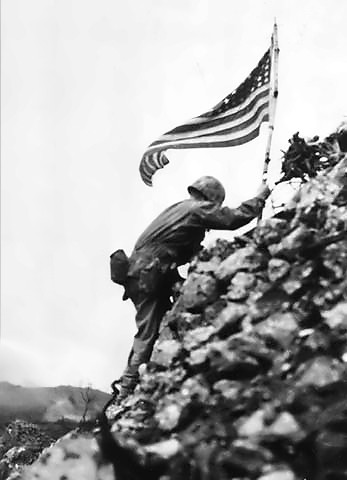
美國海軍陸戰隊第1師第1營指揮官理查德·羅斯中校在敵軍狙擊火力下，在首里城的城牆上升起該師旗幟，這幅旗幟在格洛斯特角戰役中首次升起，其後也在貝里琉戰役中升起。

1923年，首里市議會曾通過拆除首里城正殿的決議，但因伊東忠太、鎌倉芳太郎在文部省交涉，方才被保留下來。后于1925年将首里城定为国宝级文物，内设冲绳神社。
第二次世界大战期间，日本陆军第32军在首里城地下挖掘坑道设置指挥所，导致该城在1945年3月的冲绳战役中被美国海军飞机及战列舰多次轰击。1945年3月29日，美国海军“密西西比”号战列舰开火炮轰首里城，使其完全摧毁，為首里城第四次毀壞。

### 戰後
首里城址在二战结束后被用作琉球大学的校址。
1958年，守礼门重建。1992年开始主体建筑复原工作。2000年首里城跡（不含修復部分）被联合国教科文组织列为世界文化遗产。

### 2019年火災
2019年10月31日凌晨2時40分左右，首里城發生火災，大火從木結構的正殿開始延燒，加上北殿、南殿、鎖之間、黃金御殿與二階御殿等6棟建築物幾乎焚毁，奉神門則部分焚毀，火勢至同日下午1點漸被撲滅，估計焚毀約4800平方公尺，無人受傷，為首里城第五次毀壞。
沖繩縣知事玉城丹尼在大火後指出，首里城堡是琉球王國的象徵和文化，並發誓要重建它。2022年11月3日，首里城正殿的修復工程正式動工，預計2026年秋季完工。

## 历代城主
（第一尚氏王朝）尚巴志→尚忠→尚思達…中略…（第二尚氏王朝）尚圓→尚宣威→尚真…中略…尚育→尚泰

## 布局

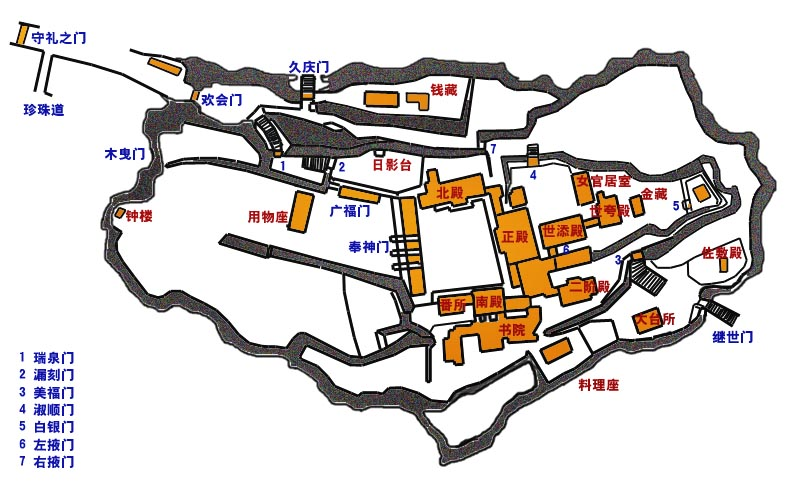
首里城平面图

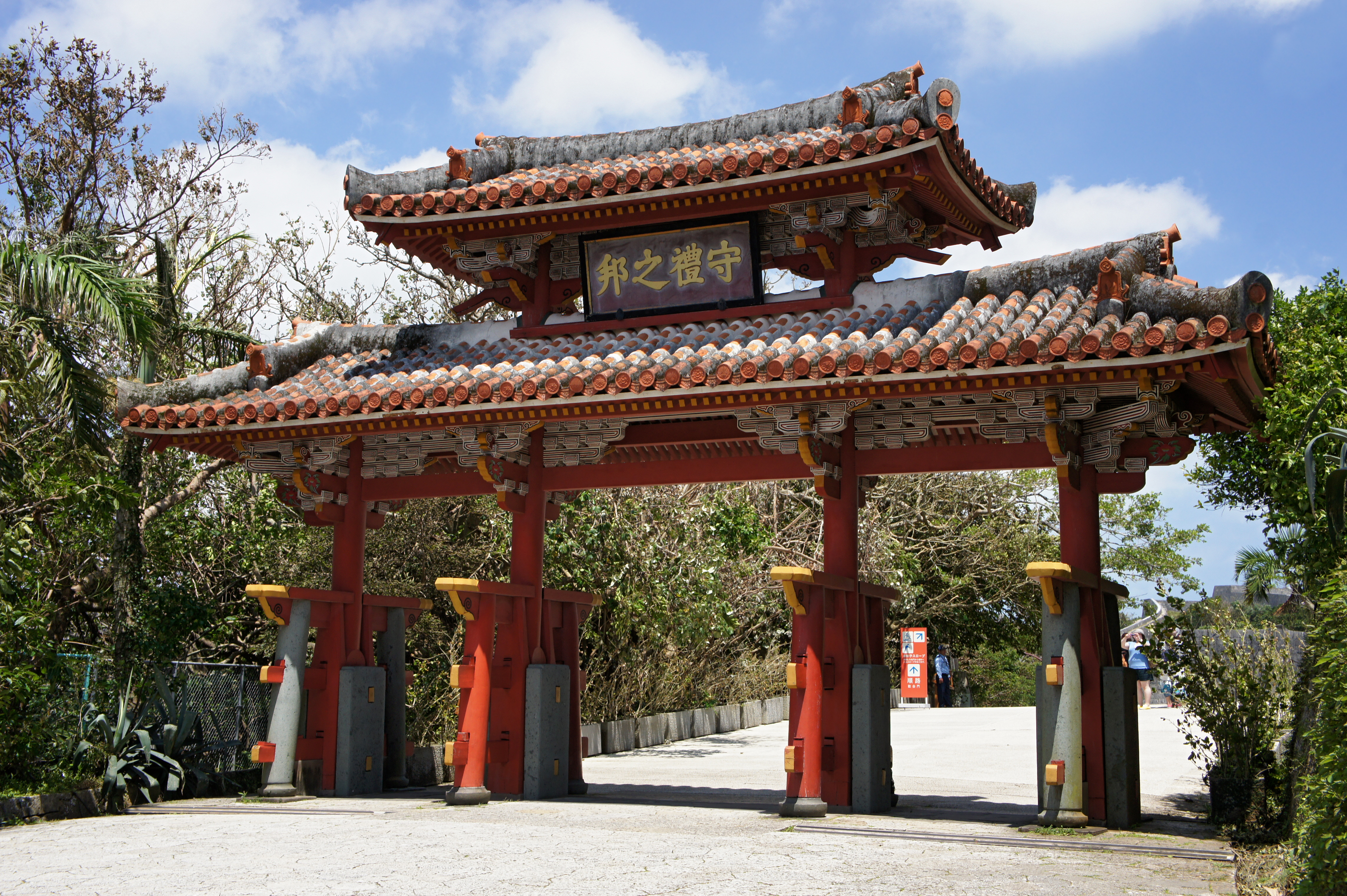
守礼门

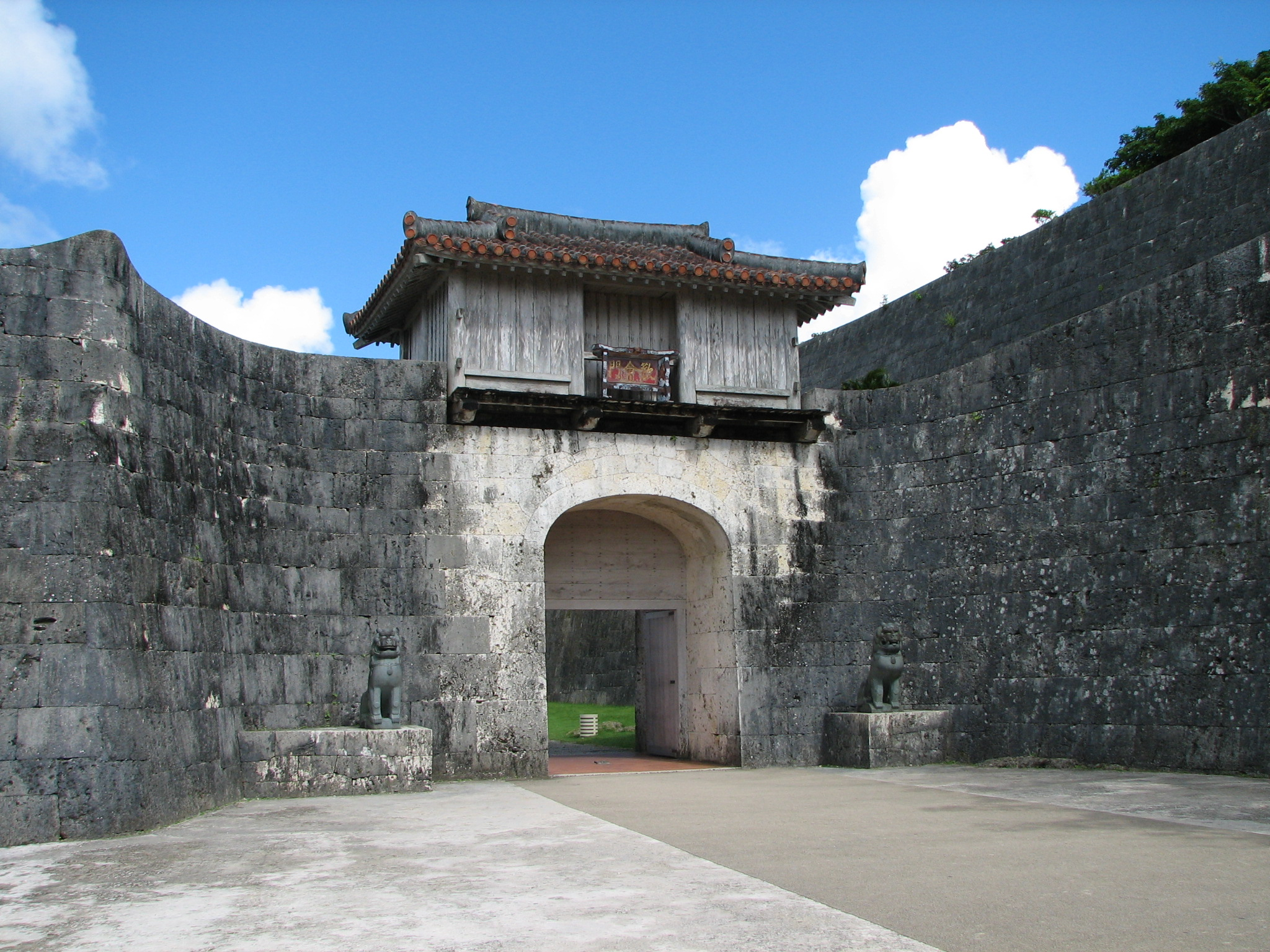
欢会门

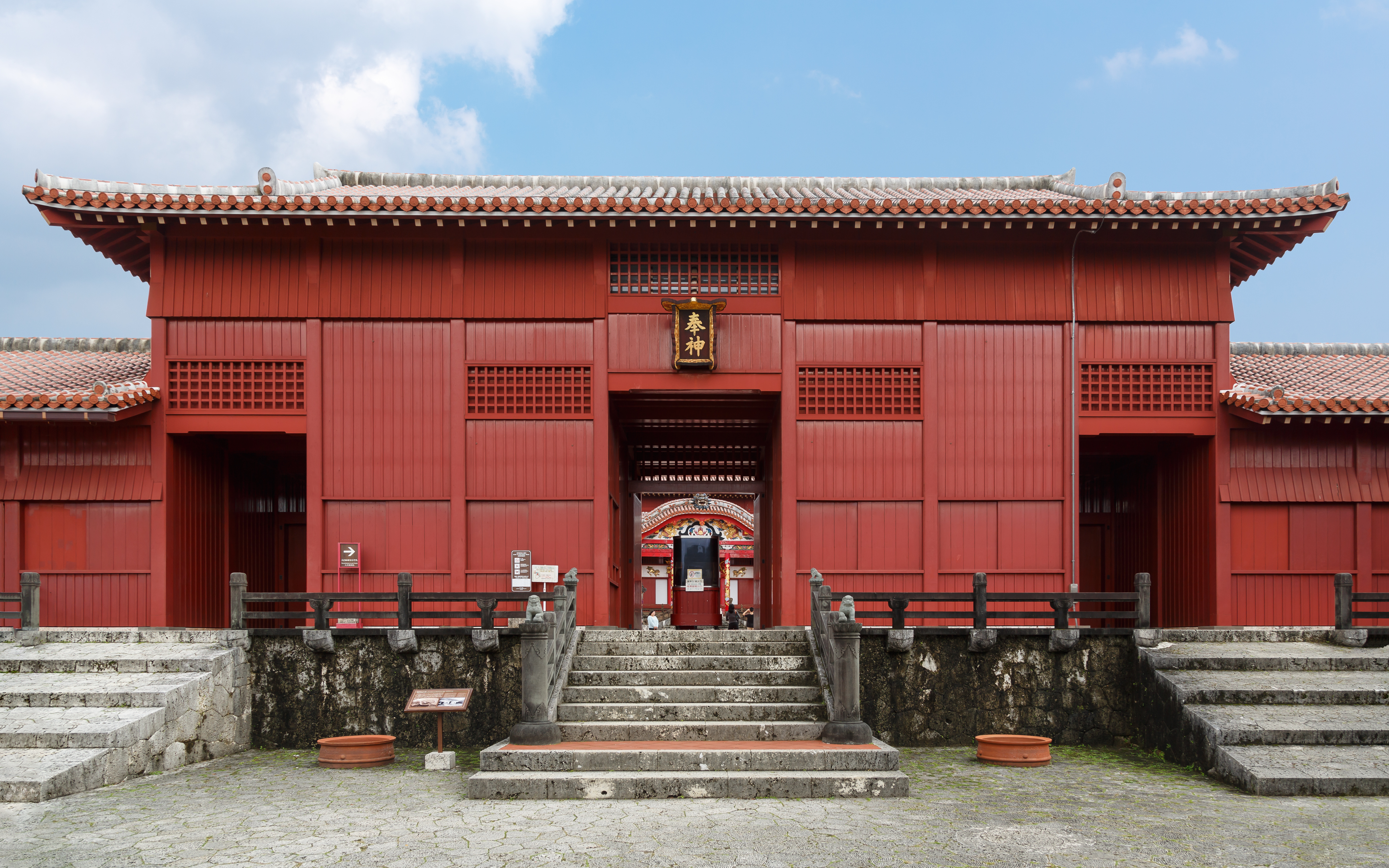
奉神门

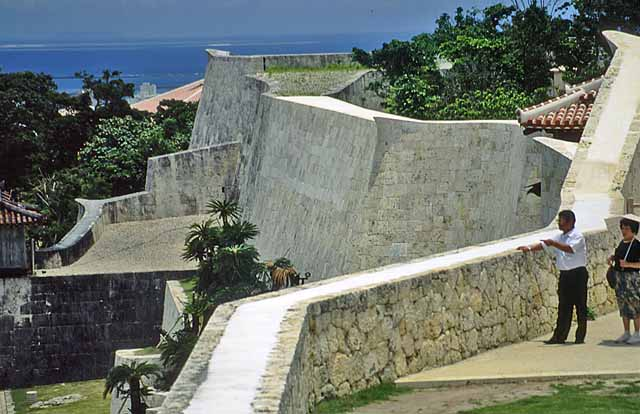
城牆

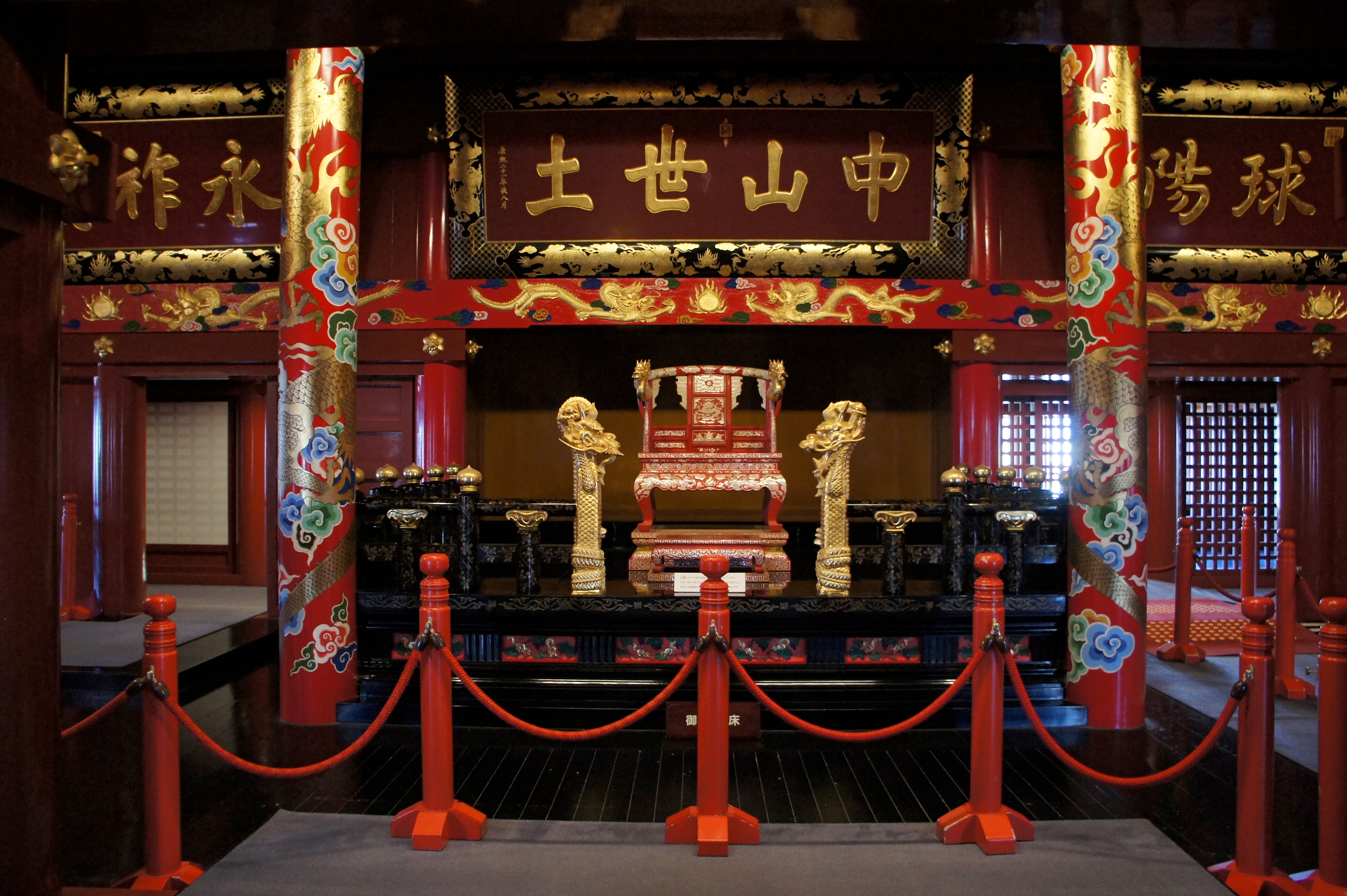
首里城正殿內部

首里城位于一块高约120米的石灰岩台地上，东西长约350米，南北约200米。城池北为末吉山、虎头山、弁之岳，南为金城川和识名丘陵，城下为市区。日本考古学界对首里城的最初建造者身份存在争议，有学者认为中山王察度首先建造首里城堡，也有学者认为首里城是尚巴志将都城从浦添迁至首里后营建的。

### 入口
由那霸港至首里城，首先经过第一道正门——中山门（又称“国门”，於1908年被毁坏），之后为中国风格的牌楼式建筑守礼门，建造年代比中山门晚约100年，建于第二尚氏王朝国王尚清在位时期。门上的牌匾题额为“守礼之邦”，取自明神宗萬曆帝冊封琉球国王尚宁诏书中的制词“足称守礼制邦”。守礼门于1933年被日本政府指定为国宝，在二战期间被炸毁，1958年修复。
首里城结构复杂，大致可分为外廓和内廓两部分。外廓有欢会门、继世门、久庆门、栧门等四座城门，内廓有瑞泉门、漏刻门、广福门、左掖门、右掖门、淑顺门、美福门、白银门等多座城门。
由守礼门向东，依次为依壁而建的欢会门（又称御门、正门）和瑞泉门。瑞泉门内有龙樋（泉水名），有“中山第一甘露”石碑，以及中国使臣所书“中山第一”、“云根石髄”、“阳谷灵源”、“活泼泼地”、“源远流长”、“飞泉漱玉”、“灵脉流芬”等七块碑刻。瑞泉门之内为漏刻门，有日晷、漏刻、报时鼓，及“万国津梁”钟。漏刻门内为木结构的广福门（中御门）和下之御庭。下之御庭南为“京之内”，被视为首里城的发祥地，是琉球王国的宗教圣地。经下之御庭的奉神门，可达首里城正殿。

### 正殿
首里城正殿是琉球最大的建筑物，有三层，宽29米，进深17米，高约16米，十一间七进，前面有五间一进的抱厦，重檐歇山頂中央为唐破风。
一层内部国王御座正上方的匾額是清聖祖康熙帝在康熙二十一年（1682年）御賜“中山世土”匾，左為清世宗雍正帝在雍正二年（1724年）御賜“輯瑞球陽”匾，右為清高宗乾隆帝在乾隆四年（1739年）御賜“永祚瀛壖”匾。
正殿的基石是用从中国进口的的大青石建造的。王宫正殿一层 “下库里”为国王日常理政之处。中央为国王御座（御差床）。二层大库里，为禁止国王之外的男子入內的房间。在这里举行为琉球国以及王族祈福的仪式。中央是国王的寝室，设有宝座（御差床）和御床，右侧小间为王妃寝室。三层“小屋里部屋”，通风用。
值得一提的是，首里城正殿方向向西。除了首里城南北有山、风向常年为东西向流通的原因外，另一个原因是琉球的宗主国——中国在琉球的西面，所以采取正殿向西的方式来表现自己“事大”的诚意。第三个原因是琉球国王的御座面向西方，则臣子早朝拜时可见太阳从正殿的方向升起，具有神圣的宗教意味。首里王宫的建筑上龙的形象为蟒（四爪，次于皇帝的五爪龙）。与日本城池（代表建筑如江户城、大阪城、姬路城）不同，首里城在建筑外观和屋脊、柱头、石狮等建筑小品上带有浓厚的中国闽南地区的风格。
正殿之前为奉神门和御庭，两旁有南殿和北殿。正殿之后，经右掖门可进入内廷——御内原，御内原有二层御殿、世添殿、世夸殿、女官殿、金藏、西之内藏、书院、白银门、寝庙殿等建筑。
首里城外西南侧有玉陵，是1501年由琉球王尚真修建的王族墓。在墓穴中安葬有当时国王、王妃等历代王族的遗骨。首里城南为建于1799年的识名园，面积为7,038坪（23,225平方米），是琉球王室游赏和招待中国使臣用的园林，别名“南苑”。此外在首里城周边还有王家园林龙潭、王家寺庙圆觉寺、国学孔子庙、弁财天堂等古迹。

## 附近景點
- 首里城公園